# Anomis dona
Anomis dona là một loài bướm đêm trong họ Erebidae.